# 奧爾堡現代藝術博物館

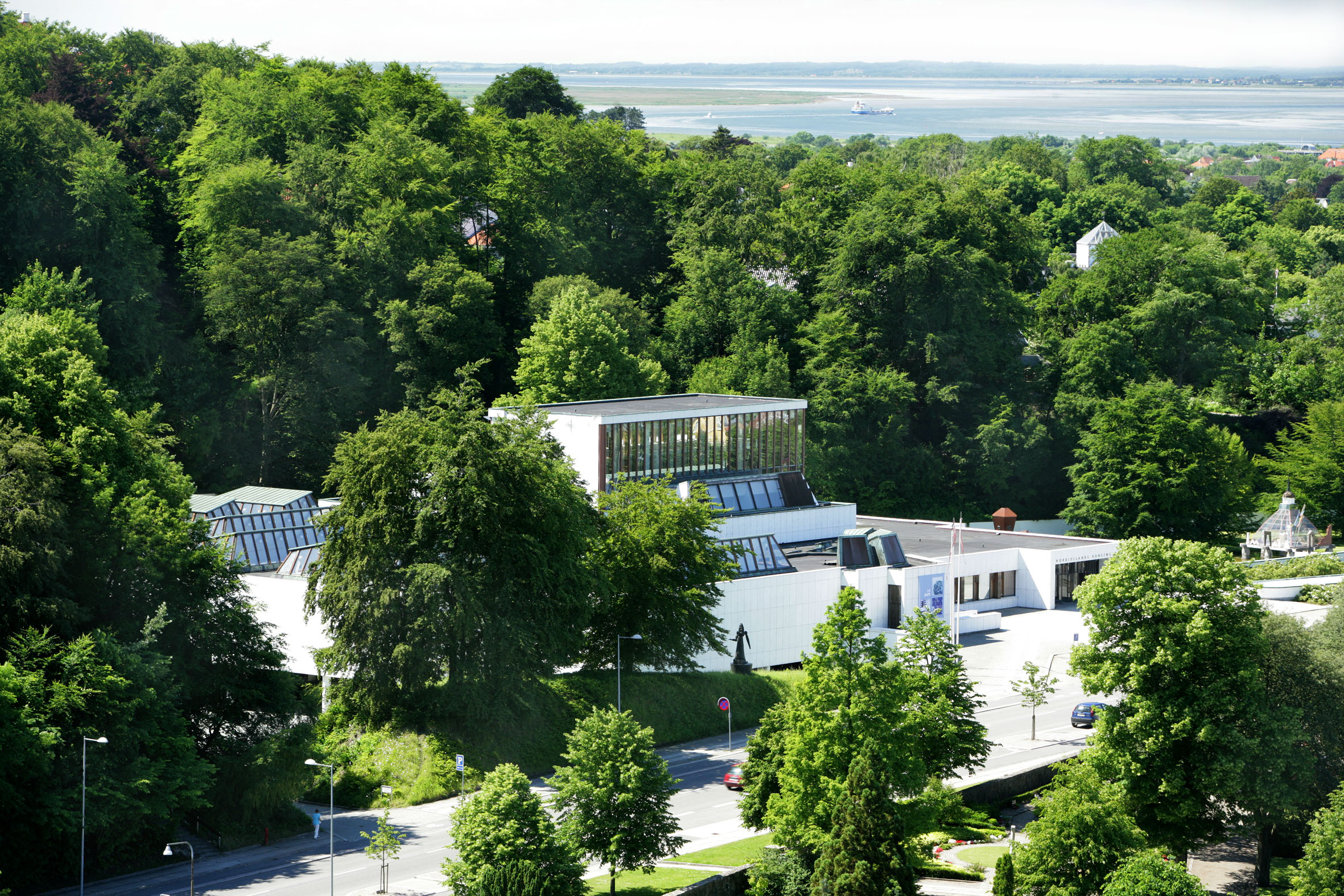
博物館全貌

奧爾堡現代藝術博物館（丹麥語：KUNSTEN Museum of Modern Art i Aalborg，或稱KUNSTEN）是一座位於丹麥北日德蘭大區奧爾堡的博物馆。

## 历史
由芬蘭建築師Alvar Aalto、Elissa Aslto夫婦，及丹麥建築師Jean-JacquesBaruël於1968~72年間建造。它於1972年6月8日完工。
博物館原名北日德蘭奧爾堡藝術博物館（丹麥語：Nordjyllands Kunstmuseum i Aalborg），2008年更為現名。該博物館收藏有多項丹麥國內和國際的現代藝術收藏品，被稱為『20世紀丹麥和國際藝術的展示場』。

## 外部連結
- KUNSTEN website（丹麦文）（英文）